# Dorottya-ház
A Dorottya-ház Kaposvárott található. Egykor az Esterházy család Somogy vármegyei uradalmi központja volt. Nevét Csokonai Vitéz Mihály Dorottya, vagyis a dámák diadalma a Fársángon című vígeposza nyomán kapta, melynek cselekményét ide helyezte.

## Története
A ház a 18. században épült, barokk stílusban az Esterházy család számára, akik innét igazgatták somogyi birtokaikat. 
1798-ban nagy ünnepségeket rendeztek itt, hiszen ekkor kapta meg gróf Széchényi Ferenc a főispáni címet. Csokonai Vitéz Mihály is ekkor járt a városban, ahol tanúja volt az eseménynek. Ekkor  - bár műve előszavában bevallja, sosem járt az épületben és a városban is csak egyszer - ezt a házat választotta a Dorottya, vagyis a dámák diadalma a Fársángon című vígeposzának helyszínéül. A költő kaposvári látogatása előtt nem sokkal korábban itt tartották a Széchényi Ferenc főispáni beiktatását ünneplő fényes bált. Széchényi beiktatási bálját is megörökítette egy írásában.
Az épület ekkor még csak földszintes lehetett, igen egyszerű homlokzati architektúrával. A 19. század folyamán átépítették és egy emeletet is ráépítettek. Mai formáját a 20. századi helyreállításokat követően nyerte el. A ház egy ideig honvédségi tisztilakként is funkcionált, később egy Csokonairól elnevezett szálloda működött benne. Ma kihasználatlan, de felújítását és hasznosítását tervezik.
A Dorottya című vígeposznak Gera Katalin domborműve állít emléket a külső falon. Az épület mellett Fritz János 1977-ben felavatott Csokonai–mellszobra áll. 
A házat gyakran keverik össze a pár sarokkal odébb, a Fő utca és a Széchenyi tér sarkán álló Dorottya üzletházzal (volt Turul szálló), ami egy szecessziós stílusú 20. század eleji épület.